# Hàng không năm 1967
Đây là danh sách các sự kiện hàng không nổi bật xảy ra trong năm 1967:

## Chuyến bay đầu tiên
Tháng 1
- 4 tháng 1 - Taylor Titch G-ATYO

Tháng 2
- 8 tháng - Saab Viggen
- 10 tháng - Dornier Do 31

Tháng 3
- 3 tháng 3 - Beriev Be-30

Tháng 4
- 7 tháng 4 - SA.340, nguyên mẫu của Aérospatiale Gazelle
- 8 tháng 4 - Beagle Pup
- 9 tháng 4 - Boeing 737
- 21 tháng 4 - Rollason Beta

Tháng 5
- Fokker F28
- 12 tháng 5 - Aermacchi AM-3

Tháng 6
- 10 tháng 6 - Mikoyan-Gurevich MiG-23 nguyên mẫu 23-11/1

Tháng 8
- 18 tháng 8 - Handley Page Jetstream

Tháng 10
- 5 tháng 10 - Shin Miewa SS-2
- 26 tháng 10 - BAC Stikemaster

Tháng 11
- 18 tháng 11 - Dassault Mirage G

## Bắt đầu hoạt động
- Mil Mi-8

Tháng 7
- General Dynamics F-111 trong USAF

Tháng 8
- Tupolev Tu-134 trong Aeroflot